# Hallonstenarna

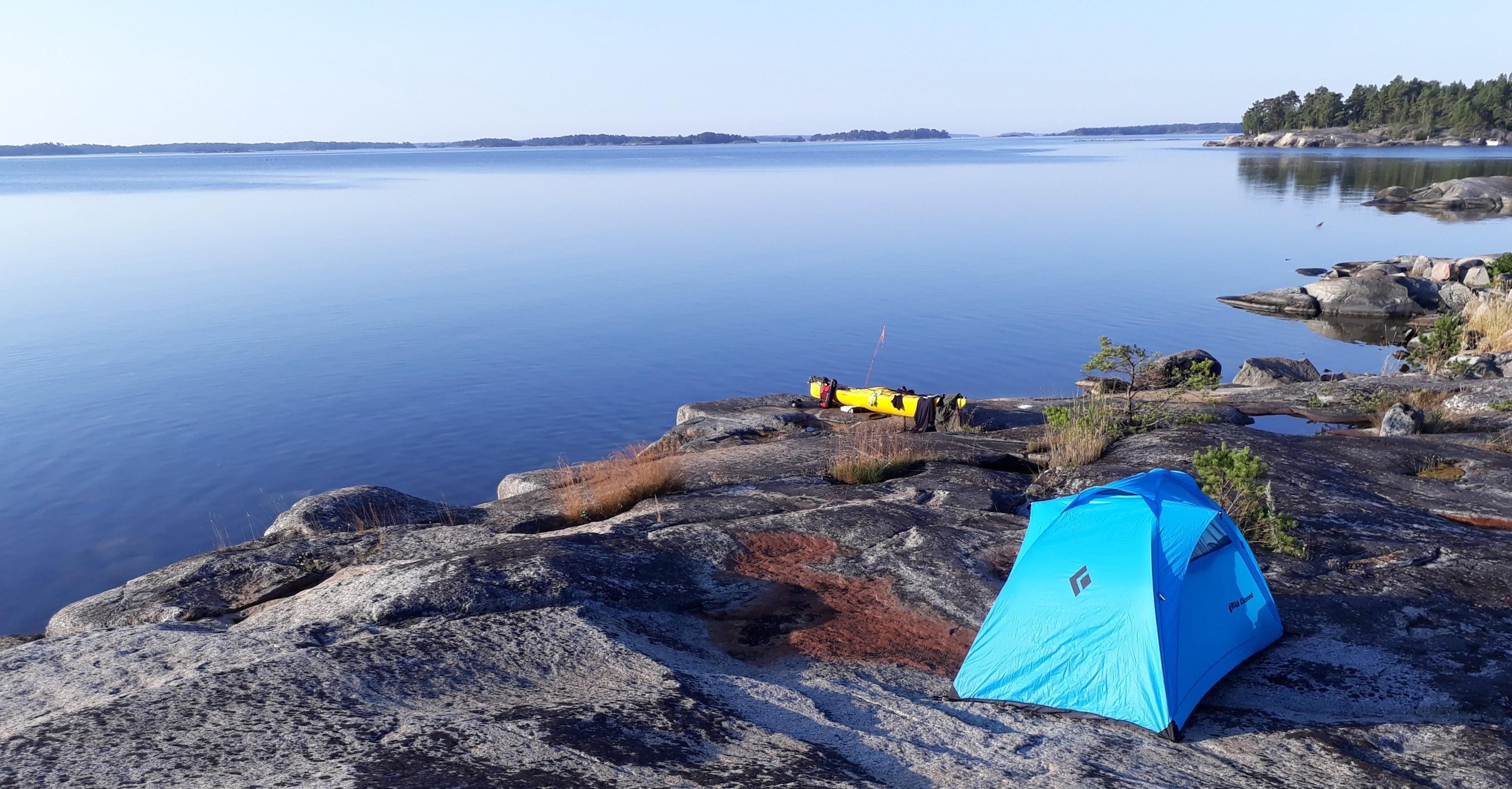
Tältning på Norrskärets östra strand.

Hallonstenarna är en ögrupp i Stockholms skärgård bestående av öarna Bergskäret, Västerskäret, Norrskäret och Långören. Öarna ligger cirka en nautisk mil nordost om Husarö i Österåkers kommun.

## Natur
Västerskäret domineras av en stor vik som skjuter in från sydväst. Vikens mynning skyddas delvis av Bergskäret och skapar en naturhamn som skyddar mot alla vindar utom rakt sydliga.
Större delen av Västerskäret och Norrskäret är tillsammans med ön Långören, som ligger närmare Husarö, ett naturreservat benämnt Hallonstenarnas naturreservat.